# Ярош Іван Опанасович
Іван Опанасович Ярош (біл. Іван Апанасавіч Яраш, 5 грудня 1897, с. Вужинець, Калинковицький район — 26 лютого 1942) — один з організаторів і керівників комуністичного підпілля і партизанського руху на території Борисовського району в роки Другої світової війни.

## Біографія
З 1918 в Червоній Армії, учасник Громадянської війни. З 1922 року на господарській, радянській та профспілкової роботі. З січня 1940 заступник завідувача відділу Мінського обкому КП(б)Б, з вересня 1940 1-й секретар Борисівського РК КП(б)Б.
У липні 1941 спрямований в тил ворога. Створив і очолив Борисовський підпільний РК КП(б)Б, Борисовське комуністичне підпілля.
Загинув у бою. Похований в селі Зачисття Борисовського району. Його ім'ям названа вулиця в Борисові.